# Крхин, Рене
Рене́ Крхин (словен. Rene Krhin; 21 мая 1990, Марибор, СФРЮ) — словенский футболист, опорный полузащитник.

## Карьера
Дебютировал за «Интер» 13 сентября 2009 года в матче 3-го тура чемпионата Италии против «Пармы».
28 июля 2010 Рене Крхин перешёл в «Болонью», при этом права на футболиста принадлежат обоим клубам.
Дебютировал за национальную сборную 5 сентября 2009 года в товарищеском матче против Англии, выйдя на замену во втором тайме.

## Достижения
- Чемпион Италии: 2009/10
- Обладатель Кубка Италии: 2009/10
- Победитель Лиги чемпионов УЕФА: 2009/10